# Mario Negri (imprenditore)
Mario Negri (Milano, 6 giugno 1891 – Milano, 6 aprile 1960) è stato un imprenditore e filantropo italiano.

## Biografia
Mario Negri nacque il 6 giugno 1891 a Milano, nella casa al numero 38 della centralissima Via Torino, da Giuseppe, medico, e Maria Caronni, agiata.
Dopo il diploma in ragioneria, sposò a Milano nel 1913 Angela Maria Maino, per poi dedicarsi negli anni successivi alla società Calderoni, attiva nel campo dei preziosi, di cui fu ai vertici fin dalla fondazione.
Nell'arco della sua vita si occupò inoltre di iniziative filantropiche rivolte al sociale e allo sviluppo dell'istruzione in campo professionale.

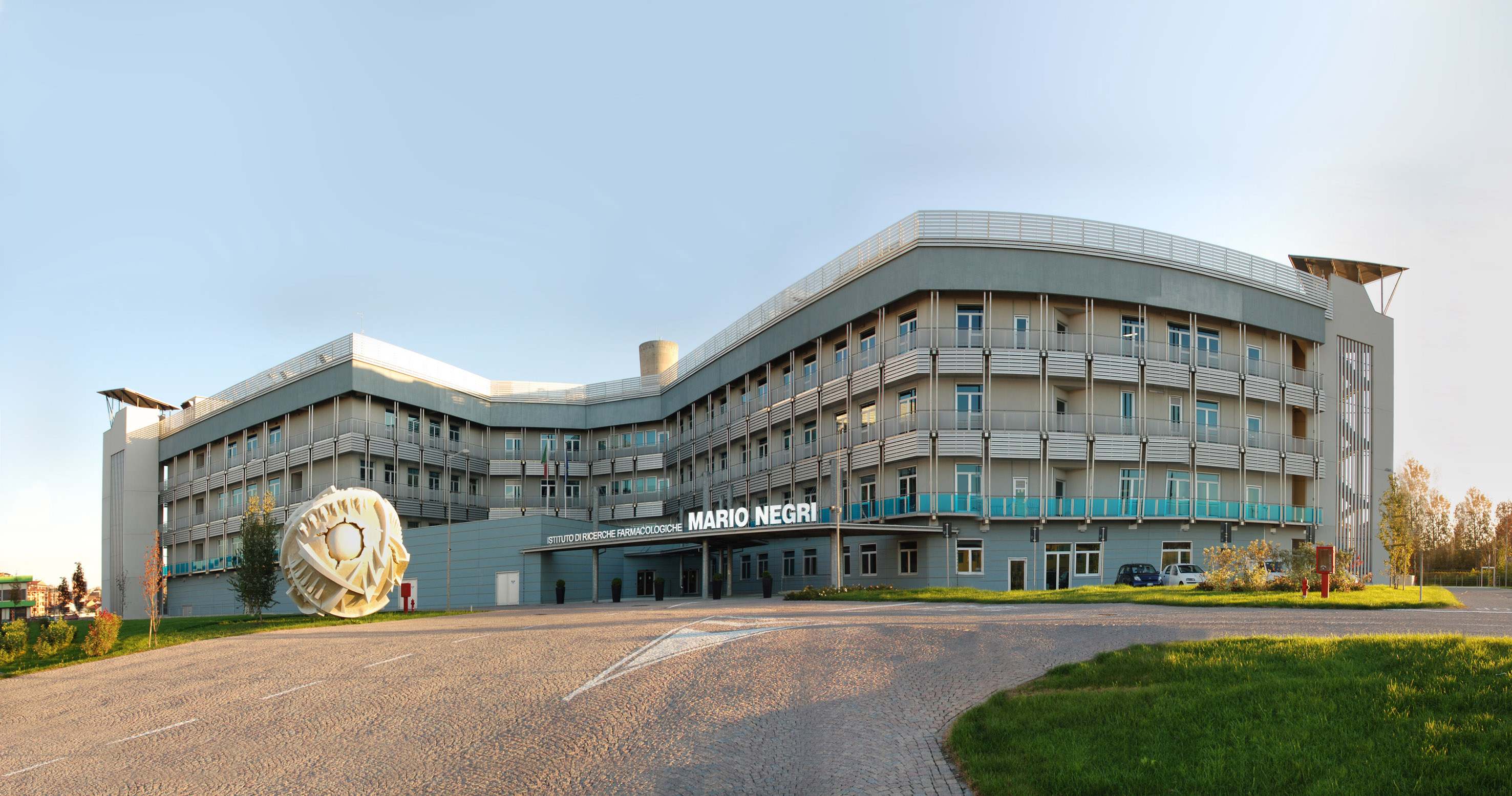
Istituto Mario Negri di Milano

Intorno agli anni 1950 rilevò una modesta industria farmaceutica della quale iniziò a interessarsi personalmente. Venne così a contatto con alcuni studiosi dell'istituto di farmacologia dell'Università degli Studi di Milano. Notate le difficoltà in cui si dibattevano e scarsità di mezzi a loro disposizione, donò diversi fondi per consentire lo sviluppo delle loro ricerche.
Alla sua morte, avvenuta in una clinica milanese il 6 aprile 1960, lasciò per testamento una parte del suo patrimonio all'Università di Milano allo scopo di costituire un istituto di ricerca farmacologica, che divenne l'attuale Istituto di ricerche farmacologiche "Mario Negri", indicando anche la persona che avrebbe dovuto dirigerlo nel professor Silvio Garattini con il quale aveva stabilito un rapporto di collaborazione.